# Дејан Вукомановић
Дејан Вукомановић (Тузла, 31. октобар 1990) босанскохерцеговачки је централни везни фудбалер који игра за Нови Пазар.